# إرنست تشافيز
إرنست تشافيز (بالإنجليزية: Ernest Chavez) هو فنان قتال مختلط أمريكي، ولد في 23 يونيو 1987 في براولي في الولايات المتحدة.

## وصلات خارجية
- إرنست تشافيز على موقع يو إف سي (الإنجليزية)
- إرنست تشافيز على موقع شيردوغ (الإنجليزية)
- إرنست تشافيز على موقع IMDb (الإنجليزية)